# Bubbling Under Hot 100
Bubbling Under Hot 100 è una delle classifiche curate e pubblicate settimanalmente dal più famoso settimanale musicale statunitense, Billboard. Consiste in 25 posizioni dopo la Hot 100, pertanto rappresentano i posti dal 101º al 125º in tale classifica. La Bubbling Under Hot 100 Singles è stata creata il 1º giugno 1959 e ha continuato ad apparire sul settimanale Billboard fino al 31 agosto 1985. Dopo la sua eliminazione per sette anni, ritornò a comparire sulla rivista dal 5 dicembre 1992.